# Leptophobia eleusis
Leptophobia eleusis är en fjärilsart som först beskrevs av Lucas 1852.  Leptophobia eleusis ingår i släktet Leptophobia och familjen vitfjärilar. Inga underarter finns listade i Catalogue of Life.